# John-Patrick Smith
John-Patrick Smith (Townsville, 24 januari 1989) is een Australische tennisspeler. Hij één ATP-toernooi in het dubbelspel gewonnen. Hij was bovendien driemaal verliezend finalist in het dubbelspel. Ook deed hij al mee aan grandslamtoernooien. Hij heeft eveneens twee challengers in het enkelspel en vijfentwintig challengers in het dubbelspel op zijn naam staan.

## Palmares
| Legenda                       | Legenda               |
| ----------------------------- | --------------------- |
| Grand Slam                    |                       |
| Olympische Spelen             |                       |
| tot 2009                      | vanaf 2009            |
| Tennis Masters Cup            | ATP Finals            |
| ATP Masters Series            | ATP Tour Masters 1000 |
| ATP International Series Gold | ATP Tour 500          |
| ATP International Series      | ATP Tour 250          |

### Palmares enkelspel
| Nr.                  | Datum         | Toernooi      | Ondergrond    | Tegenstander in finale | Score                |
| -------------------- | ------------- | ------------- | ------------- | ---------------------- | -------------------- |
| Gewonnen challengers |               |               |               |                        |                      |
| 1.                   | 2 juli 2012   | Winnetka      | Hardcourt     | Ričardas Berankis      | 3-6, 6-3, 7-6(3)     |
| 2.                   | 22 maart 2015 | Drummondville | Hardcourt (I) | Frank Dancevic         | 6-7(11), 7-6(3), 7-5 |

### Palmares dubbelspel
| Nr.                              | Datum             | Toernooi         | Ondergrond    | Partner         | Tegenstanders in finale                   | Score                | Details |
| -------------------------------- | ----------------- | ---------------- | ------------- | --------------- | ----------------------------------------- | -------------------- | ------- |
| Gewonnen finales herendubbel     |                   |                  |               |                 |                                           |                      |         |
| 1.                               | 29 juli 2018      | ATP Atlanta      | Hardcourt     | Nicholas Monroe | Ryan Harrison Rajeev Ram                  | 3-6, 7-6(5), [10-8]  | Details |
| Verloren finales herendubbel     |                   |                  |               |                 |                                           |                      |         |
| 1.                               | 22 juli 2017      | ATP Newport      | Gras          | Matt Reid       | Aisam-ul-Haq Qureshi Rajeev Ram           | 4-6, 6-4, [7-10]     | Details |
| 2.                               | 25 februari 2018  | ATP Delray Beach | Hardcourt     | Nicholas Monroe | Jack Sock Jackson Withrow                 | 6-4, 4-6, [8-10]     | Details |
| 3.                               | 28 februari 2021  | ATP Singapore    | Hardcourt (i) | Matthew Ebden   | Sander Gillé Joran Vliegen                | 2–6, 3–6             | Details |
| 4.                               | 6 februari 2022   | ATP Pune         | Hardcourt     | Luke Saville    | Rohan Bopanna Ramkumar Ramanathan         | 7–6(10), 3–6, [6–10] | Details |
| Gewonnen challengers herendubbel |                   |                  |               |                 |                                           |                      |         |
| 1.                               | 30 januari 2012   | Burnie           | Hardcourt     | John Peers      | Divij Sharan Vishnu Vardhan               | 6-2, 6-4             |         |
| 2.                               | 6 februari 2012   | Caloundra        | Hardcourt     | John Peers      | John Paul Fruttero Raven Klaasen          | 7-65, 6-4            |         |
| 3.                               | 9 april 2012      | León             | Hardcourt     | John Peers      | Bruno Rodriguez César Ramírez             | 6-3, 6-3             |         |
| 4.                               | 1 oktober 2012    | Belém            | Hardcourt     | John Peers      | Nicholas Monroe Simon Stadler             | 6-3, 6-2             |         |
| 5.                               | 29 oktober 2012   | Charlottesville  | Hardcourt (I) | John Peers      | Jarmere Jenkins Jack Sock                 | 7-5, 6-1             |         |
| 6.                               | 28 januari 2013   | Burnie           | Hardcourt     | Ruan Roelofse   | Brydan Klein Dane Propoggia               | 6-2, 6-2             |         |
| 7.                               | 18 maart 2013     | Rimouski         | Hardcourt (I) | Samuel Groth    | Philipp Marx Florin Mergea                | 7-6(5), 7-6(7)       |         |
| 8.                               | 6 mei 2013        | Kunming          | Hardcourt     | Samuel Groth    | Go Soeda Yasutaka Uchiyama                | 6-4, 6-1             |         |
| 9.                               | 23 september 2013 | Napa             | Hardcourt     | Bobby Reynolds  | Steve Johnson Tim Smyczek                 | 6-4, 7-6(2)          |         |
| 10.                              | 30 september 2013 | Sacramento       | Hardcourt     | Matt Reid       | Jarmere Jenkins Donald Young              | 7-6(1), 4-6, [14-12] |         |
| 11.                              | 4 november 2013   | Knoxville        | Hardcourt (I) | Samuel Groth    | Carsten Ball Peter Polansky               | 6-7(6), 6-2, [10-7]  |         |
| 12.                              | 2 februari 2014   | Burnie           | Hardcourt     | Matt Reid       | Toshihide Matsui Danai Udomchoke          | 6-4, 6-2             |         |
| 13.                              | 3 augustus 2014   | Vancouver        | Hardcourt     | Austin Krajicek | Marcus Daniell Artem Sitak                | 6-3, 4-6, [10-8]     |         |
| 14.                              | 5 oktober 2014    | Sacramento       | Hardcourt     | Adam Hubble     | Peter Polansky Adil Shamasdin             | 6-3, 6-2             |         |
| 15.                              | 15 mei 2016       | Seoul            | Hardcourt     | Matt Reid       | Mao-Xin Gong Chu-Huan Yi                  | 6-3, 7-5             |         |
| 16.                              | 9 juli 2016       | Winnetka         | Hardcourt     | Stefan Kozlov   | Sekou Bangoura David O'Hare               | 6-3, 6-3             |         |
| 17.                              | 24 juli 2016      | Binghamton       | Hardcourt     | Matt Reid       | Liam Broady Guilherme Clezar              | 6-4, 6-2             |         |
| 18.                              | 2 oktober 2016    | Tiburon          | Hardcourt     | Matt Reid       | Quentin Halys Dennis Novikov              | 6-1, 6-2             |         |
| 19.                              | 30 oktober 2016   | Traralgon        | Hardcourt     | Matt Reid       | Matthew Barton Matthew Ebden              | 6-4, 6-4             |         |
| 20.                              | 20 november 2016  | Toyota           | Tapijt (i)    | Matt Reid       | Jeevan Nedunchezhiyan Christopher Rungkat | 6-3, 6-4             |         |
| 21.                              | 12 februari 2017  | San Francisco    | Hardcourt (i) | Matt Reid       | Mao-Xin Gong Ze Zhang                     | 6-7(4), 7-5, [10-7]  |         |
| 22.                              | 1 april 2018      | Le Gosier        | Hardcourt     | Neal Skupski    | Ruben Bemelmans Jonathan Eysseric         | 7-6(3), 6-4          |         |
| 23.                              | 13 mei 2018       | Gimcheon         | Hardcourt     | Ruan Roelofse   | Sanchai Ratiwatana Sonchat Ratiwatana     | 6-2, 6-3             |         |
| 24.                              | 17 november 2018  | Champaign        | Hardcourt (I) | Matt Reid       | Hans Hach Verdugo Luis David Martínez     | 6-4, 4-6, [10-8]     |         |
| 25.                              | 5 mei 2019        | Puerto Vallarta  | Hardcourt     | Matt Reid       | Gonzalo Escobar Luis David Martínez       | 7-610, 6-3           |         |

### Palmares gemengddubbelspel
| Nr.                            | Datum           | Toernooi        | Ondergrond | Partner      | Tegenstanders in finale       | Score       | Details |
| ------------------------------ | --------------- | --------------- | ---------- | ------------ | ----------------------------- | ----------- | ------- |
| Verloren finales gemengddubbel |                 |                 |            |              |                               |             |         |
| 1.                             | 26 januari 2019 | Australian Open | Hardcourt  | Astra Sharma | Barbora Krejčíková Rajeev Ram | 6-7(3), 1-6 | Details |

## Resultaten grote toernooien
| Legenda | Legenda                          |
| ------- | -------------------------------- |
| g.t.    | geen toernooi gehouden           |
| l.c.    | lagere categorie                 |
| –       | niet deelgenomen                 |
| G       | uitgeschakeld in de groepsfase   |
| 1R      | uitgeschakeld in de eerste ronde |
| 2R      | uitgeschakeld in de tweede ronde |
| 3R      | uitgeschakeld in de derde ronde  |
| 4R      | uitgeschakeld in de vierde ronde |
| KF      | uitgeschakeld in de kwartfinale  |
| HF      | uitgeschakeld in de halve finale |
| F       | de finale verloren               |
| W       | het toernooi gewonnen            |
| w-v     | winst/verlies-balans             |

### Enkelspel
| toernooi             | 2013 | 2014 | 2015 | 2016 | 2017 | 2018 | 2019 | 2020 | 2021 |
| -------------------- | ---- | ---- | ---- | ---- | ---- | ---- | ---- | ---- | ---- |
| grandslamtoernooien  |      |      |      |      |      |      |      |      |      |
| Australian Open      | 1R   | –    | –    | –    | –    | –    | –    | 1R   | –    |
| Roland Garros        | –    | –    | –    | –    | –    | –    | –    | –    | –    |
| Wimbledon            | –    | –    | 1R   | –    | –    | 1R   | –    | g.t. | –    |
| US Open              | –    | –    | 1R   | –    | 1R   | –    | –    | –    | –    |
| ATP Masters 1000     |      |      |      |      |      |      |      |      |      |
| Indian Wells         | –    | 1R   | –    | –    | –    | –    | –    | g.t. | –    |
| Miami                | –    | –    | –    | –    | –    | –    | –    | g.t. | –    |
| Monte Carlo          | –    | –    | –    | –    | –    | –    | –    | g.t. | –    |
| Madrid               | –    | –    | –    | –    | –    | –    | –    | g.t. | –    |
| Rome                 | –    | –    | –    | –    | –    | –    | –    | –    | –    |
| Montreal/Toronto     | –    | –    | –    | –    | –    | –    | –    | g.t. | –    |
| Cincinnati           | –    | –    | –    | –    | 1R   | –    | –    | –    | –    |
| Shanghai             | –    | –    | –    | –    | –    | –    | –    | g.t. | g.t. |
| Parijs               | –    | –    | –    | –    | –    | –    | –    | –    | –    |
| olympisch            |      |      |      |      |      |      |      |      |      |
| Olympische Spelen    | g.t. | g.t. | g.t. | –    | g.t. | g.t. | g.t. | g.t. | –    |
| statistieken         |      |      |      |      |      |      |      |      |      |
| totaal aantal titels | 0    | 0    | 0    | 0    | 0    | 0    | 0    | 0    | 0    |
| eindejaarsranking    | 221  | 201  | 129  | 226  | 219  | 193  | 307  | 313  | 394  |

### Dubbelspel
| grandslamtoernooien  |     |      |      |      |    |      |      |      |      |      |      |      |
| Australian Open      | 1R  | 2R   | 1R   | 2R   | 1R | 1R   | 1R   | 1R   | 1R   | KF   | 1R   | 1R   |
| Roland Garros        | –   | 1R   | –    | –    | –  | –    | 1R   | 1R   | –    | 1R   | –    |      |
| Wimbledon            | –   | 2R   | 2R   | –    | –  | 2R   | 1R   | 2R   | g.t. | 2R   | 2R   |      |
| US Open              | –   | 1R   | 1R   | –    | –  | KF   | 1R   | 1R   | –    | 1R   | –    |      |
| ATP Masters 1000     |     |      |      |      |    |      |      |      |      |      |      |      |
| Indian Wells         | –   | –    | –    | –    | –  | –    | –    | –    | g.t. | –    | –    | –    |
| Miami                | –   | –    | –    | –    | KF | –    | –    | –    | g.t. | –    | –    | –    |
| Monte Carlo          | –   | –    | –    | –    | –  | –    | –    | –    | g.t. | –    | –    | –    |
| Madrid               | –   | –    | –    | –    | –  | –    | –    | –    | g.t. | –    | –    | –    |
| Rome                 | –   | –    | –    | –    | –  | –    | –    | –    | –    | –    | –    | –    |
| Montreal/Toronto     | –   | –    | –    | –    | –  | –    | –    | –    | g.t. | –    | –    |      |
| Cincinnati           | –   | –    | –    | –    | –  | –    | –    | –    | –    | –    | –    |      |
| Shanghai             | –   | –    | –    | –    | –  | –    | –    | –    | g.t. | g.t. | g.t. |      |
| Parijs               | –   | –    | –    | –    | –  | –    | –    | –    | –    | –    | –    |      |
| olympisch            |     |      |      |      |    |      |      |      |      |      |      |      |
| Olympische Spelen    | –   | g.t. | g.t. | g.t. | –  | g.t. | g.t. | g.t. | g.t. | –    | g.t. | g.t. |
| statistieken         |     |      |      |      |    |      |      |      |      |      |      |      |
| totaal aantal titels | 0   | 0    | 0    | 0    | 0  | 0    | 0    | 0    | 0    | 0    | 0    | 0    |
| eindejaarsranking    | 103 | 73   | 82   | 261  | 79 | 68   | 81   | 92   | 105  | 68   | 85   |      |